# Bonita Jeanetta Louw

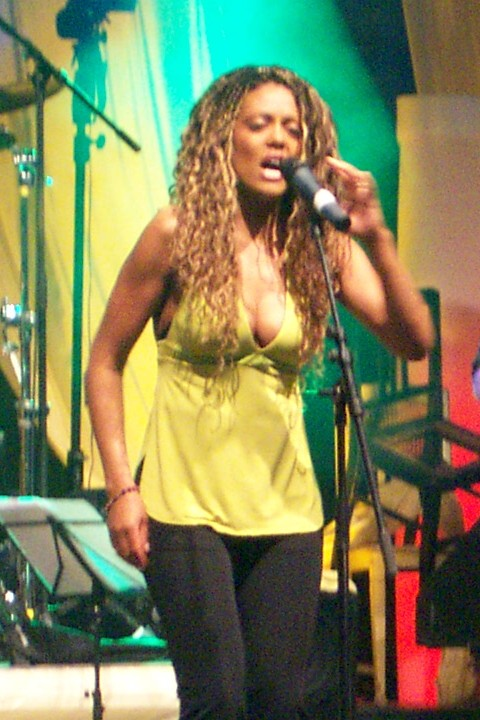
Bonita am 3. Juni 2005 mit Bobby Kimball (Toto) bei der Real Groove Night auf Burg Bocholt

Bonita Jeanetta Louw (* 30. Juli 1977 in Kapstadt, Südafrika), auch unter ihrem Vornamen Bonita oder nach ihrer Hochzeit als Bonita Niessen bekannt, ist eine aus Südafrika stammende deutsche Sängerin und Musicaldarstellerin. Einem größeren Publikum wurde sie 2003/2004 in Stefan Raabs Castingshow SSDSGPS für die Deutsche Vorentscheidung zum Eurovision Song Contest 2004 in Istanbul bekannt.

## Leben und Wirken
Bonita wuchs in der Nähe von Kapstadt auf. Mit zwölf begann sie, Gitarre zu spielen und eigenes Songmaterial zu komponieren. Mit 18 kam sie als Au-Pair-Mädchen nach Deutschland. Sie sang in einer Jazz- und einer Partyband sowie in einem Gospelchor. Daneben hatte sie einen Auftritt mit Till Brönner. 1999 erschien ihre erste Single Superman und im Jahre 2000 das erste Album Just.
Der Durchbruch gelang ihr jedoch erst, als sie sich 2003 in der auf ProSieben ausgestrahlten Castingshow SSDSGPS (Stefan sucht den Super-Grand-Prix-Star) bewarb. Hier unterlag sie im Finale dem späteren Song-Contest-Teilnehmer Max Mutzke mit einer etwas schnelleren Version von Can't Wait Until Tonight und belegte vor der aus Olpe stammenden Sängerin Alexandra Schröder den zweiten Platz. Im Oktober 2004 erreichte ihre zweite Single Big Bad World Platz 71 der deutschen Single-Charts und Platz 62 der österreichischen Single-Charts, nachdem diese Ende September 2004 für das TV-Total-Reitturnier als Titelsong verwendet wurde.
2005 wurden das zweite Album Bonita und die Single Lose you now veröffentlicht. Nach einem im Jahre 2006 aufgenommenen Live-Album erschien Anfang 2009 Bonitas viertes Album Oz. Anfang 2010 wirkte sie beim Pop-Oratorium Die zehn Gebote von Dieter Falk und Michael Kunze in der Dortmunder Westfalenhalle mit.
2019 bis 2023 verkörperte sie die Figur der Rosa Parks im Chormusical Martin Luther King von Hanjo Gäbler und Christoph Terbuyken und Andreas Malessa (Librettist).
Bei der Uraufführung des Chormusical Bethlehem im Dezember 2023 spielte Bonita den Engel.
In der Sendung TV total stand sie mit Michael Bublé (bei der Jazz Night im April 2005), mit Kool & the Gang und mit Bootsy Collins auf der Bühne.
Nach einem Duett mit Michael Arlt von B. B. & The Blues Shacks im Jahr 2013 nahm sie 2015 ein erstes Album mit der Hildesheimer Formation auf. Am 31. Oktober 2015 wirkte sie bei der Uraufführung des Pop-Oratoriums Luther von Dieter Falk und Michael Kunze in Dortmund mit. 2019 erschien mit Sweet Thing ihr zweites Album mit den Blues Shacks.

## Diskografie

### Alben
- 2000: Just
- 2005: Bonita
- 2006: Bonita and Band live Unplugged
- 2009: Oz
- 2015: Bonita & The Blues Shacks
- 2019: Bonita & The Blues Shacks - Sweet Thing

### Singles
- 1999: Superman
- 2004: Big Bad World
- 2004: Dreamship Surprise (mit Bootsy Collins, aus dem Film (T)Raumschiff Surprise – Periode 1)
- 2005: Lose You Now